# El día de la bestia
El día de la bestia és una pel·lícula espanyola del 1995 dirigida per Álex de la Iglesia, que el va consagrar com un dels realitzadors de més èxit del cinema espanyol en aconseguir, entre d'altres, el Premi Goya al millor director. Un dels èxits de la pel·lícula va ser conquerir tant a la crítica com al públic, utilitzant el gènere de l'anomenada comèdia satànica. Una comèdia delirant alhora que una visió apocalíptica de la fi de mil·lenni. El director va caracteritzar al diable ("la bèstia") de manera grotesca en l'escena del naixement, el que li va valer molt bones crítiques per part de la premsa i els espectadors.

## Argument

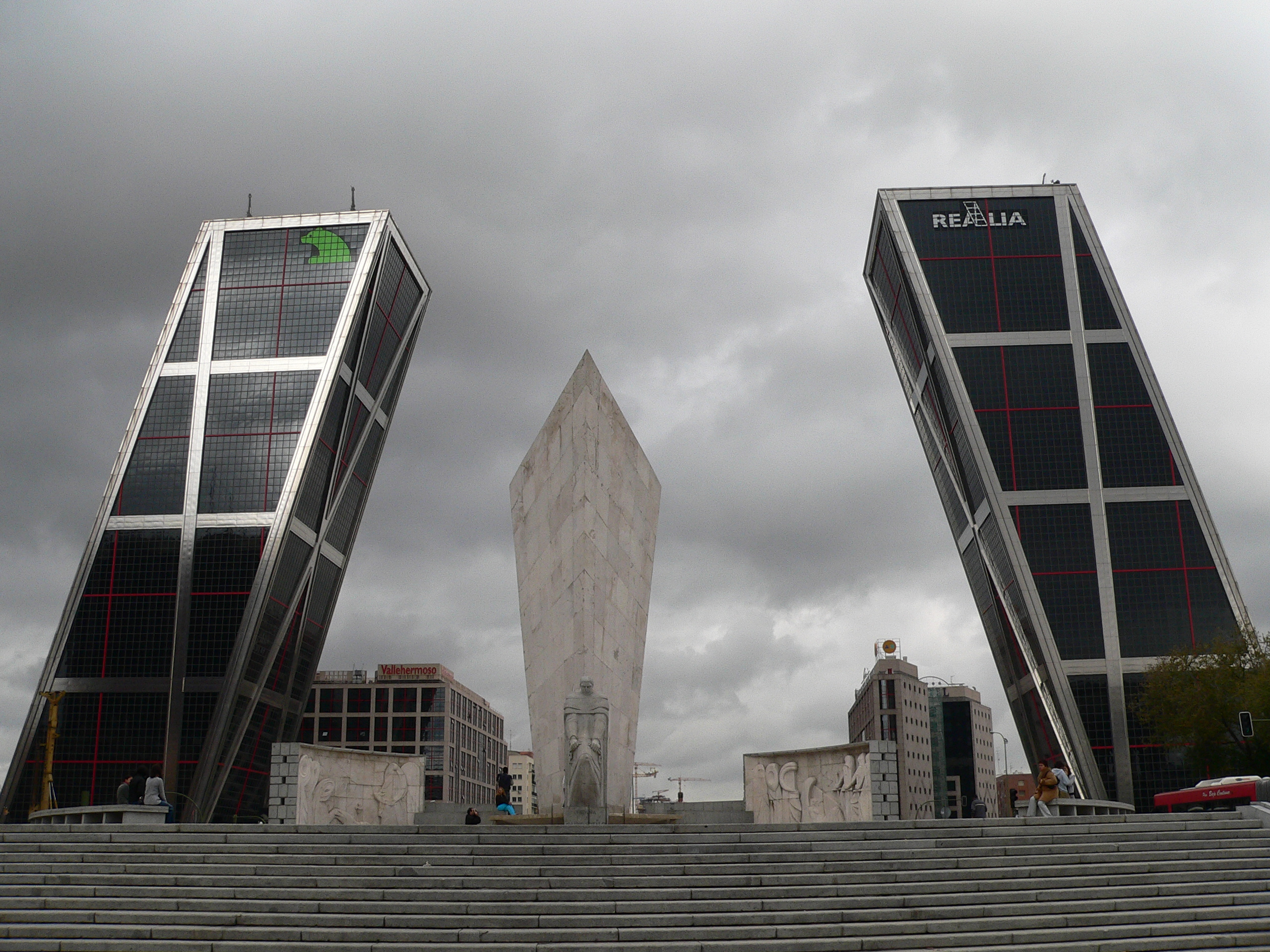
La Porta d'Europa, un dels escenaris on es desenvolupa la història.

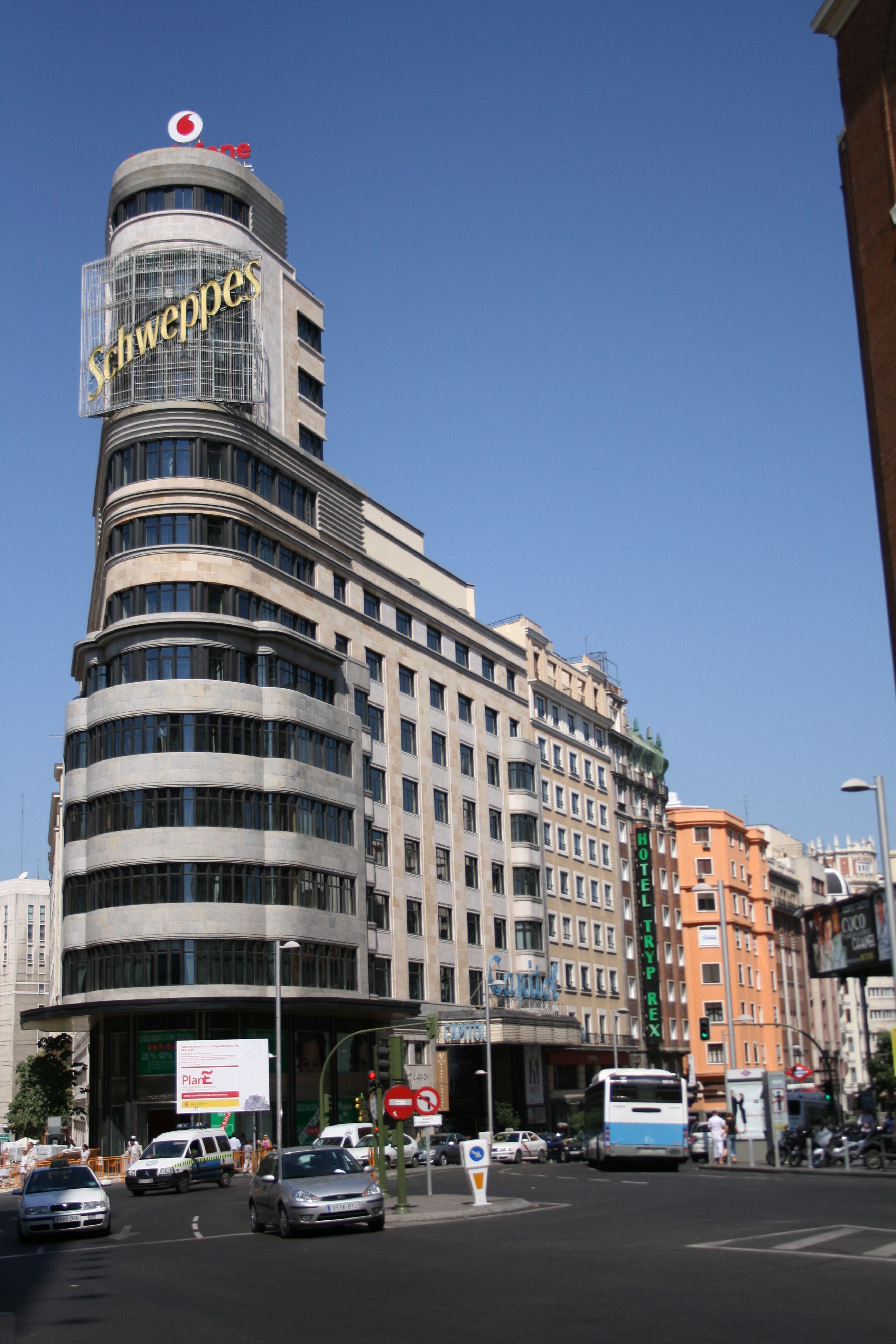
Edifici Carrión

Àngel Berriatúa (Álex Angulo), un sacerdot basc del Santuari d'Arantzazu, creu haver trobat el missatge secret de l'Apocalipsi segons Sant Joan. Aquest missatge és que l'Anticrist naixerà el 25 de desembre de 1995 a Madrid. Convençut que ha d'impedir aquest naixement satànic, el capellà s'uneix a un aficionat al death metal, José María (Santiago Segura), per a intentar per tots els mitjans trobar el lloc de Madrid en el qual tindrà lloc l'esdeveniment, però no tot és tan fàcil com sembla, ja que li serà molt difícil contactar amb el "maligne" i sobretot trobar el lloc del naixement. A més de l'ajuda que li brindarà José María, es contacta amb un famós presentador d'un programa de ciències ocultes, convençut que aquest sap invocar el diable. Després del ritual d'invocació, el maligne es presenta en forma de cabra. El sacerdot i José María continuen buscant per tot Madrid algun senyal, topant-se amb un pastor sospitós, un grup extremista violent que assotava els carrers de Madrid per aquests dies, i finalment és el presentador, el Dr. Cavan, que descobreix el lloc del naixement a través d'alguns signes publicats en el seu llibre de ciències ocultes.

## Banda sonora
La banda sonora inclou les següents cançons:
1. Def Con Dos:El día de la bestia.
2. Ministry: Just One Fix.
3. Headcrash: Scapegoat.
4. Soziedad Alkoholica: Feliz falsedad.
5. Ktulu: Apocalipsis 25D.
6. Extremoduro con Albert Pla: El día de la bestia.
7. Negu Gorriak: Dios salve al Lehendakari.
8. Eskorbuto: Mucha policía, poca diversión.
9. The Pleasure Fuckers: Socio de Satán.
10. Pantera: By Demons Be Driven.
11. Sugar Ray: Snug Harbor.
12. Sugar Ray: Rhyme Stealer.
13. Parálisis Permanente: Un día en Texas.
14. Siniestro Total: Mi nombre es Legión.
15. Silmarils: Love Your Mum.
16. Def Con Dos: El día de la bestia (remix).

El tema principal de la pel·lícula ho va compondre Def Con Dos, grup que havia participat en la banda sonora d'Acció mutant. Extremoduro va aportar una cançó que va ser inclosa en el seu disc Agila, aquesta versió comptava amb la col·laboració d'Albert Pla. També es va incloure el tema Feliz falsedad de Soziedad Alkoholika, que fins aquell moment només havia estat editat dins d'un maxi-single homònim.

## Repartiment

### Principals
| Actor                  | Personatge                        |
| ---------------------- | --------------------------------- |
| Álex Angulo            | Ángel Berriatúa (El sacerdot)     |
| Santiago Segura        | Jose María                        |
| Armando de Razza       | Ennio Lombardi, "Professor Cavan" |
| Terele Pávez           | Rosario (mare de José María)      |
| Jaime Blanch           | Toyota 1                          |
| David Pinilla          | Toyota 2                          |
| Antonio Dechent        | Toyota 3                          |
| Ignacio Carreño        | Toyota 4                          |
| Maria Grazia Cucinotta | Susana                            |
| Saturnino García       | sacerdot ancià                    |
| El Gran Wyoming        | Nuevo Cavan                       |
| Jimmy Barnatán         | Juan Carlos Cruz (nen posseït)    |
| Def con Dos            | Grup "satànica"                   |
| Gianni Ippoliti        | Productor                         |

### Cameos
| Actor                     | Personatge                                                     |
| ------------------------- | -------------------------------------------------------------- |
| Enrique Villén            | És l'encarregat dels grans magatzems que interroga el capellà. |
| Bruto Pomeroy             | És el pare del nen posseït                                     |
| Rosa Campillo             | És la locutora de televisió que anuncia la mort del pobre.     |
| Manuel Tallafé            | És el guàrdia que li demana autògraf al professor Cavan.       |
| Antonio de la Torre       | És el dependent que avisa a l'encarregat dels grans magatzems. |
| Juan José Bautista Martín | És el policia que obliga José Maria a moure el vehicle.        |

## Premis i candidatures

### Premis Goya
| Categoria                        | Persona                                                                    | Resultat   |
| -------------------------------- | -------------------------------------------------------------------------- | ---------- |
| Millor pel·lícula                | Millor pel·lícula                                                          | Nominada   |
| Millor director                  | Álex de la Iglesia                                                         | Guanyador  |
| Millor actor                     | Álex Angulo                                                                | Nominat    |
| Millor actor revelació           | Santiago Segura                                                            | Guanyador  |
| Millor guió original             | Jorge Guerricaechevarría Álex de la Iglesia                                | Nominats   |
| Millor música original           | Battista Lena                                                              | Nominada   |
| Millor fotografia                | Flavio Martínez Labiano                                                    | Nominat    |
| Millor muntatge                  | Teresa Font                                                                | Nominat    |
| Millor direcció artística        | José Luis Arrizabalaga Biaffra                                             | Guanyadors |
| Millor direcció de producció     | Carmen Martínez                                                            | Nominada   |
| Millor disseny de vestuari       | Estíbaliz Markiegi                                                         | Nominada   |
| Millor maquillatge i perruqueria | José Quetglas José Antonio Sánchez                                         | Guanyadors |
| Millor so                        | Miguel Rejas Gilles Ortion José Antonio Bermúdez Carlos Garrido Ray Gillon | Guanyadors |
| Millors efectes especials        | Reyes Abades Juan Tominic Manuel Horrillo                                  | Guanyadors |

- Gran premi del jurat al Fantastic'Arts de 1996.